# Pasiphila bilineolata
Pasiphila bilineolata is een vlinder uit de familie van de Spanners (Geometridae). Deze soort is voor het eerst wetenschappelijk beschreven als Eupithecia bilineolata door Francis Walker in een publicatie uit 1862.
De soort komt voor in Nieuw-Zeeland.